# 소닉 툰
《소닉 툰》(ソニックトゥーン) 또는 《소닉 붐》(Sonic Boom)은 《소닉 더 헤지호그》의 하위 시리즈 《소닉 붐》에 기반한 미국과 프랑스의 3D CGI 애니메이션이다. 미국에서는 2014년 11월 8일부터 2017년 11월 18일까지 카툰 네트워크와 부메랑에서 방영되었다. 대한민국에서는 2015년 10월 12일부터 11월 30일까지 카툰 네트워크와 넷플릭스에서 방영되었다.

## 개요
한 섬에서 사는 소닉과 테일즈, 에이미, 너클즈, 스틱스는 에그맨 박사의 공격으로부터 섬을 지킨다.

## 등장인물
- 소닉 더 헤지호그 - 엄상현
- 마일즈 테일즈 프로워 - 조현정
- 너클즈 디 에키드나 - 홍범기
- 에이미 로즈 - 이영란
- 스틱스 더 배저 - 여민정
- 닥터 에그맨 - 박영화
- 섀도우 더 헤지호그 - 정재헌
- 메탈 소닉
- 벡터 더 크로커다일
- 오봇
- 큐봇

### 그 외 인물
- 패스티디어스 비버
- 코미디 침프
- U.T.
- 버스터
- 핑크 시장
- 데이브 디 인턴
- 고고바
- T.W. 바커
- 소어 디 이글
- 번개 협회
- 스위프티 더 슈루
- 저스틴 비버
- 딕슨
- 퍼시
- 스태시
- 조이
- 리로이 더 터틀
- 마이크 디 옥스
- 와일드 캣
- 마크